# Пекинский технологический университет
Пекинский технологический университет (кит. 北京工業大學), также называемый Пекинским политехническим университетом или Bei Gong Da (北工大) — является одним из университетов Проекта 211. В университете создана мультидисциплинарная академическая структура, предлагающая множество программ. Университет участвует в разнообразных исследованиях в областях науки, инженерии, экономики, менеджмента, гуманитарных наук и права. Это университет двойного первого класса Министерства образования Китая со статусом двойного первого класса по определенным дисциплинам.

## История
Пекинский технологический университет был основан в 1960 году с пятью инженерными факультетами. Первая группа студентов была переведена из Пекинского технологического института и Пекинского педагогического университета.
В 1981 году Пекинский технологический университет сформировал аспирантуру, в 1985 году школа начала присуждать докторских степени международного стандарта.
В 1990 году Пекинский технологический институт присоединил Колледж экономики и менеджмента Пекинского союзного университета (Beijing Union University), а позже, в 1993 году, Пекинский компьютерный институт стал Колледжем компьютерных наук как часть университета.
В 1993 году Пекинский технологический институт сформировал экспериментальный колледж, сотрудничая с местным бизнесом, который позже стал независимым колледжем. На протяжении десятилетий социальные науки играли в этом значительную роль. В частности, достижения факультетов в области экономики, права и других социальных наук показали, что этот университет был полностью преобразован в де-факто универсальный университет с большим разнообразием школ и колледжей. Большинство достижений в основном сосредоточено на инженерных исследованиях и педагогике.

## Структура
Университет находится под юрисдикцией муниципального правительства Пекина. Имеет следующие факультеты (колледжи, институты, школы):
- Школа прикладной математики и физических наук
- Школа архитектуры и градостроительства
- Школа архитектурной инженерии
- Школа искусств
- Школа экономики и менеджмента (в том числе: юридический факультет)
- Школа компьютерных наук
- Школа непрерывного образования
- Школа электронной информации и техники управления
- Школа энергетики и экологической инженерии
- Школа иностранных языков
- Школа гуманитарных и социальных наук
- Школа наук о жизни и биоинженерии
- Школа машиностроения и технологии прикладной электроники
- Школа материаловедения и инженерии
- Школа столичного транспорта
- Школа программной инженерии
- Институт лазерной инженерии (Национальный центр лазерных технологий)
- Gengdan Institute (Независимый колледж)
- Экспериментальный колледж (Независимый колледж)
- Отдел физического воспитания
- Колледж с отличием Фань Гунсю Пекинского технологического университета
- Пекинский Дублинский международный колледж[3]

## Кампус
Пекинский технологический университет расположен на юго-востоке Пекина. Кампус расположен на площади около 800 000 квадратных метров и имеет 4 940 000 квадратных метров общей полезной площади.
Главная библиотека университета — это современный комплекс, занимающий площадь более 20 000 квадратных метров. В библиотеке хранится около 700 000 печатных материалов, 60 000 электронных книг, более 40 видов ресурсов баз данных, образующих систему ресурсов документации, отвечающую требованиям обучения и исследований. Библиотека также сотрудничает со Столичной библиотекой Пекина и Информационным центром Китайской академии наук, предоставляя профессиональные услуги студентам и преподавателям.
Университет была выбран для проведения соревнований по бадминтону на Олимпийских играх в Пекине в 2008 году, строительство нового спортивного зала было завершено в сентябре 2007 года и соответствовало требованиям Международного олимпийского комитета.

## Студенческая жизнь
В Пекинском технологическом университете обучается более 21 000 студентов, из которых около 13 000 — студенты бакалавриата, более 8 000 — магистры, около 1000 — докторанты и 500 — иностранные студенты.

## Примечание
1. ↑  学校简介. Beijing University of Technology. Дата обращения: 24 июня 2014. Архивировано 8 февраля 2014 года.
2. ↑  教育部 财政部 国家发展改革委 关于公布世界一流大学和一流学科建设高校及建设 学科名单的通知 (Уведомление Министерства образования и других национальных правительственных ведомств, объявляющее список двойных первоклассных университетов и дисциплин). Дата обращения: 12 апреля 2021. Архивировано 27 марта 2019 года.
3. ↑  First graduation at Beijing Dublin International College - Department of Foreign Affairs and Trade (англ.). www.dfa.ie. Дата обращения: 12 апреля 2021. Архивировано 12 апреля 2021 года.